# Долгий дом
«Долгий дом» (англ. The Long Home) — отснятый, но так и не выпущенный в прокат американский драматический фильм режиссёра Джеймса Франко по одноимённому роману Уильяма Гэя. Фильм был снят, но об официальном выпуске так и не было объявлено.

## Сюжет
1940-е годы, штат Теннесси. Молодой подрядчик Натан Винер (Джош Хатчерсон), получает заказ на строительство бара для харизматичного бутлегера Томаса Хавингтона (Тим Блейк Нельсон), не зная о том, что этот человек десятью годами ранее убил его отца.

## В ролях
| Актёр              | Роль                |
| ------------------ | ------------------- |
| Джош Хатчерсон     | Натан Винер         |
| Зои Левин          | Эмбер Роуз          |
| Тим Блейк Нельсон  | Томас Хавингтон     |
| Джеймс Франко      | Даллас Хардин       |
| Кортни Лав         | Пёрл                |
| Лейла Джордж       | Эдна Ходжес         |
| Тимоти Хаттон      |                     |
| Джанкарло Эспозито | Уильям Телль Оливер |
| Эштон Кутчер       | Натан Винер-старший |
| Джош Хартнетт      |                     |
| Анали Типтон       |                     |
| Скотт Хазе         | Уэймер              |
| Робин Лорд Тейлор  |                     |

## Производство
6 апреля 2015 года было объявлено о том, что Джеймс Франко станет актёром в фильме, который сам же спродюсирует и срежиссирует. Изданный в 1999 году роман Уильяма Гэя был адаптирован Винсом Джоливеттом и Стивом Йанасом. Финансированием и производством занялась компания «RabbitBandini Productions», продюсерами стали Винс Джоливетт и Джей Дэвис, а исполнительными продюсерами —Джим Рив и Роберт Холми-младший из компании «Sonar Entertainment».
16 апреля Франко разместил в «Instagram» список актёров своего фильма, в который вошли Джош Хатчерсон, Тимоти Хаттон, Кигэн Аллен, Эшли Грин, Тим Блейк Нельсон, Джим Пэррак и Скотт Хазе.
1 мая было объявлено, что главные роли в фильме получили Тим Блейк Нельсон и Джош Хатчерсон. 4 мая к ним присоединились Тимоти Хаттон, Кортни Лав и Джанкарло Эспозито. 5 мая в актёрскую команду вступили Эштон Кутчер, Джош Хартнетт, Зои Левин, Анали Типтон, Скотт Хазе и Робин Лорд Тейлор.
17 апреля было объявлено о том, что съёмки пройдут в Гамильтоне и Цинциннати (штат Огайо). 21 апреля 2015 года Франко заявил о желании снять часть фильма в Итоне и Ливане. Спустя неделю он был замечен на прогулке в Итоне.
Основные съемки начались 1 мая в Гамильтоне, совпав с началом съемок другого фильма Франко под названием «Коза», которые начались 17 мая в Итоне. Съёмки продлились три недели, и за это время в них смогли принять участие сотни статистов-добровольцев. Съёмки помогли местной экономике округа Батлер, вследствие чего производителям фильма от руководства штата Огайо были предложены налоговые льготы в размере 288 355 долларов.

## Выход
Ориентировочно ожидалось, что «Долгий дом» выйдет в прокат в 2017 году, а в ноябре того же года права на продажу фильма были приобретены компанией Great Point Media. В статье от 22 декабря 2021 года отмечалось, что он всё ещё не был выпущен.